# Nowolipki (Warszawa)
Nowolipki – obszar Miejskiego Systemu Informacji w dzielnicy Wola w Warszawie, część Muranowa.

## Osiedle
Nazwa Nowolipki została wymyślona przez twórców Miejskiego Systemu Informacji. MSI nie przewiduje istnienia obszaru leżącego w granicach dwóch dzielnic, tak więc część Muranowa leżącą na Woli nazwano Nowolipki. Nazwa pochodzi od ulicy Nowolipki, która przebiega przez środek obszaru.
Według MSI granice obszaru są ograniczone: al. „Solidarności”, ul. Okopową i al. Jana Pawła II.

## Ważniejsze obiekty
- Kościół św. Augustyna
- Zespół Państwowych Szkół Plastycznych
- Dom Mody Klif
- XLV Liceum Ogólnokształcące im. Romualda Traugutta
- XXX Liceum Ogólnokształcące im. Jana Śniadeckiego
- Fabryka Garbarska Temler i Szwede